# Estadio Brigadier General Estanislao López
Estadio Brigadier General Estanislao López je fotbalový stadion stojící v argentinském Santa Fe. Byl otevřen v roce 1946 a pojme 47 000 diváků. Nese jméno santafeského rodáka a patriota Estanislao Lópeze. Domácí zápasy nejvyšší argentinské soutěže zde hraje fotbalový klub CA Colón.
Od roku 1964 se stadionu přezdívá pohřebiště slonů, neboť tehdy zde utrpěl překvapivou porážku brazilský
Santos FC vedený samotným Pelém. Pravidelné porážky nejsilnějších argentinských týmů pověst nadále posilují.